# Худа Јама
Худа Јама (словен. Huda Jama) је насељено место у општини Лашко, Савињска регија, Словенија.

## Историја
До територијалне реорганизације у Словенији била је у саставу старе општине Лашко.

## Становништво
У попису становништва из 2011. године, Худа Јама је имала 84 становника.
| Број становника према пописима | Број становника према пописима | Број становника према пописима |
| ------------------------------ | ------------------------------ | ------------------------------ |
| 1991                           | 2002                           | 2011                           |
| 104                            | 71                             | 84                             |

## Такође види
- Барбара ров